# Osiedle Lotnictwa Polskiego (Poznań)

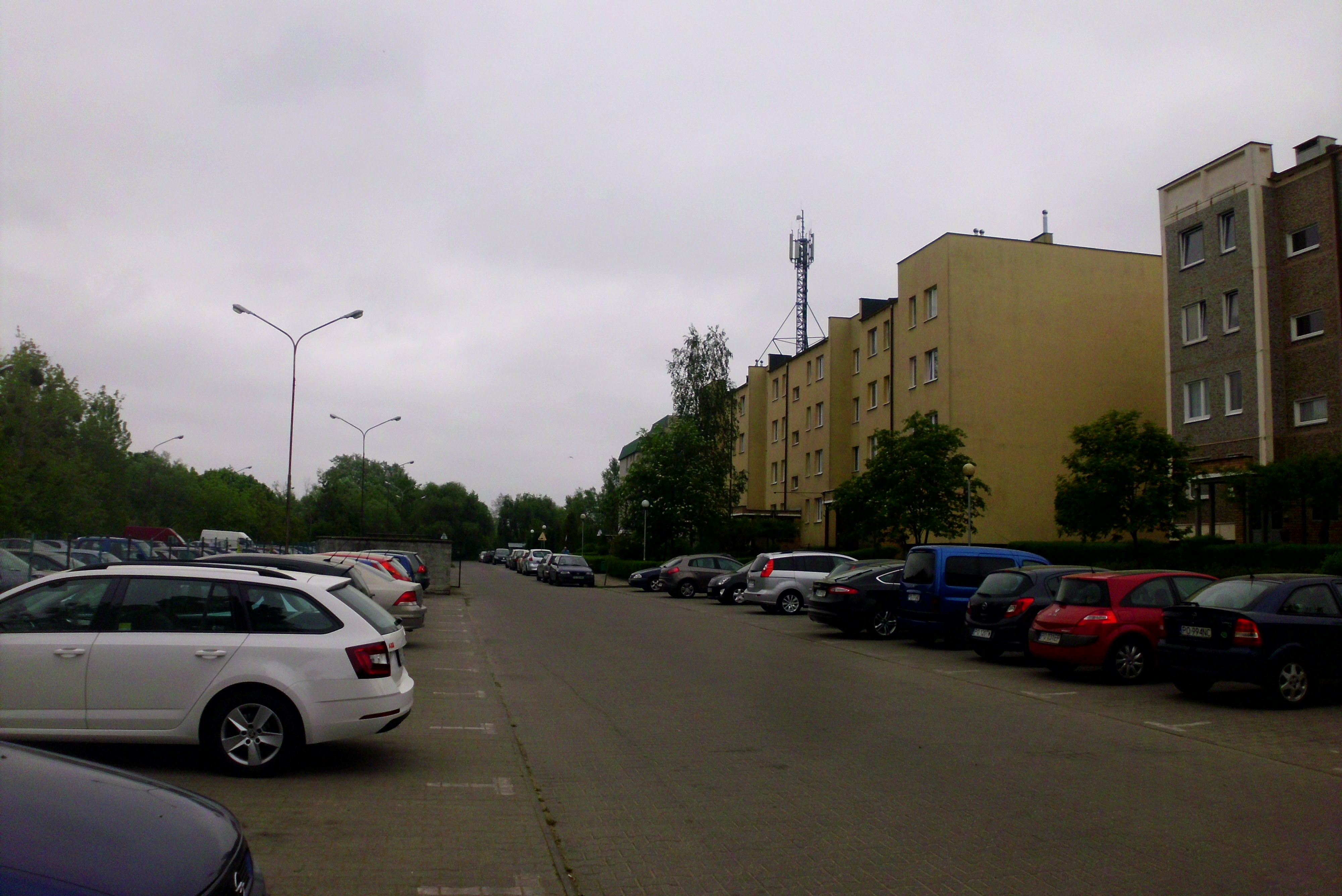
Bloki czterokondygnacyjne na osiedlu (2017)

Osiedle Lotnictwa Polskiego (początkowo: Osiedle Ludowego Lotnictwa Polskiego) – osiedle domów wielorodzinnych (bloków) w Poznaniu, a zarazem jednostka obszarowa Systemu Informacji Miejskiej zlokalizowana pomiędzy Ogrodami a Wolą, w obrębie osiedla samorządowego Wola.

## Położenie
Wedle Systemu Informacji Miejskiej granice jednostki obszarowej Osiedle Lotnictwa Polskiego przebiegają: od wschodu: w linii prostej na południe od ulicy Dąbrowskiego, od południa i zachodu: krańcem obszarów przemysłowo-magazynowych, od północy: po południowej stronie ulicy Dąbrowskiego równolegle ku niej.

## Charakterystyka
Bloki znajdują się po południowej stronie ul. Dąbrowskiego (dawna droga krajowa nr 92), dojazd do osiedla odbywa się pieszojezdnią równoległą do ul. Dąbrowskiego lub drogą od strony ulicy Konstantego Skąpskiego. Na osiedlu funkcjonuje basen pływacki.
W pobliżu (na południu) znajduje się jednorodzinne osiedle Lotników Wielkopolskich. Oba osiedla wiążą swoje nazwy z lotniczą przeszłością Woli i Ławicy. Na osiedlu nie ma ulic o autonomicznych nazwach.
Dojazd zapewniają autobusy linii 156, 161, 186, 801, 802, 803, 804, 811, 812, 813, 821, 833, 834 oraz nocnych 239 i 241 do przystanku Bużańska (tunel dla pieszych).